# グウゲロチン
グウゲロチン（英：Gougerotin）は水溶性のピリミジン系抗生物質で、Streptomyces graminearusとStreptomyces gougerotiiによって産生される 。グウゲロチンは皮膚科医Henri-Eugène Gougerotにちなんで命名された 。グウゲロチンはグラム陽性菌とグラム陰性菌のみならずウイルスに対して活性がある 。